# Omiodes surrectalis
Omiodes surrectalis is een vlinder uit de familie van de grasmotten (Crambidae). De wetenschappelijke naam van deze soort is voor het eerst voorgesteld als Deba surrectalis door Francis Walker in een publicatie uit 1866.
De spanwijdte bedraagt ongeveer 2,5 centimeter.

## Verspreiding
De soort komt voor in India, Sri Lanka, China, Papoea-Nieuw-Guinea en Australië (Queensland).

## Waardplanten
De rups leeft op:
- Betulaceae
  - Betula pendula[2]
- Fabaceae
  - Cassia fistula[2]
  - Derris monticola[2]
  - Mucuna pruriens[2]